# Eichel
Eichel – rzeka we Francji, przepływająca przez tereny departamentów Mozela oraz Dolny Ren, o długości 32,4 km. Stanowi dopływ rzeki Saary.